# Kulykivka
Kulykivka (in ucraino Куликівка?) è un insediamento rurale ucraino (4 928 abitanti) nel distretto di Černihiv, nell'oblast' di Černihiv. Ospita l'amministrazione della comunità territoriale di Kulykivka, una delle comunità territoriali dell'Ucraina.
Fino al 18 luglio 2020 Kulykivka è stata il centro amministrativo del distretto di Kulykivka, abolito come parte della riforma amministrativa dell'Ucraina, che ha ridotto a cinque il numero dei distretti dell'oblast' di Černihiv. L'area del distretto di Kulykivka è stata fusa nel distretto di Černihiv.
Fino al 26 gennaio 2024 Kulykivka era classificata come insediamento di tipo urbano. Da tale data è entrata in vigore una nuova legge che ha abolito questo status e Kulykivka è stata riclassificata come insediamento rurale.